# Wolfgang von Wangenheim
Wolfgang Freiherr von Wangenheim (* 3. August 1938 in Teltow), nach anderen Angaben in Berlin, ist ein deutscher Germanist und Kunsthistoriker aus der Familie von Wangenheim. Er gilt als Autorität in Bezug auf Johann Joachim Winckelmann.

## Leben und Werk
Wolfgang von Wangenheim war der Sohn des Privatbankiers Eberhard Freiherr von Wangengeim und der Dorothea Jucho, Tochter des Dortmunders Fabrikanten Heinrich Jucho und der Hilde Hoesch. Sein Großvater Ernst von Wangenheim war aktiver Offizier und starb 1917 als kgl. preuß. Oberstleutnant. Zur engsten Verwandtschaft gehören der Diplomat Hans von Wangenheim und der Jurist Hans-Heinz von Wangenheim.
Er wuchs in Kassel auf. Nach dem Germanistikstudium in Göttingen lehrte er an den Universitäten Paris, Abidjan und Dakar.
„Im Mittelpunkt seiner Beschäftigung mit Kunst und Literatur stehen zwei Themen: Das Verhältnis von Mythos und Kunstwerk sowie die Rezeption der Antike seit der Renaissance bis zu Winckelmann.“ In seinen Forschungsarbeiten beschäftigt er sich u. a. mit „Winckelmann und Casanova, Wilhelm Heinse, Hans Henny Jahnn und Hubert Fichte.“
2002 erhielt von Wangenheim die Winckelmann-Medaille der Stadt Stendal.

### Sammlung Wolfgang von Wangenheim
„In knapp zwanzig Jahren entstand eine bedeutende Sammlung von Ölgemälden, Aquarellen, Graphiken und Plastiken des Klassizismus zu antiken Themen. Dr. Wolfgang von Wangenheim hatte die Kunstwerke über Jahre zusammengetragen, mit dem Blick auf eine künftige Präsentation in dem kleinen sächsischen Schloss Nöthnitz. Hier, wo Winckelmann fünf Jahre wohnte und arbeitete, wurde 1991 eine „Studienstätte Schloss Nöthnitz e.V. zum Gedenken an Johann Joachim Winckelmann und Reichsgraf Heinrich von Bünau“ begründet. Diese Kunstwerke waren für die Ausstattung der allmählich restaurierten, bald öffentlich zugänglichen Ausstellungsräume des Schlosses gedacht, jeder Raum thematisierte ausgewählte Aspekte der Rezeption der Antike. 
... Leider fand diese Erfolgsgeschichte schon bald ein jähes Ende. 2009 wurde das Schloss verkauft, der neue Besitzer schloss die Räume für die Öffentlichkeit. Eine gerade entstandene Winckelmann-Gedenkstätte stand vor dem Aus. Wolfgang von Wangenheims Sammlung konnte vor der privaten Vereinnahmung des neuen Besitzers bewahrt werden und ist nun erstmals wieder in einer temporären Ausstellung im Winckelmann-Museum in Stendal zu sehen. Die Ausstellung umfasst den wesentlichen Teil der bedeutenden Nöthnitzer Sammlung...“

### Publikationen
- Kampf um Rom. Bilder und Texte zum Nachleben der Antike, Hrsg. Max Kunze im Auftr. der Winckelmann-Ges., Stendal 2013, ISBN 3-910060-87-0.
- Ponderation – über das Verhältnis von Skulptur und Schwerkraft. Matthes & Seitz, Berlin 2010, ISBN 978-3-88221-668-4.
- Der verworfene Stein – Winckelmanns Leben. Matthes und Seitz, Berlin 2005, ISBN 3-88221-861-4.
- Schwarz (d. Fotogr. entstanden in d. Jahren 1972–1984). 2. veränd. Auflage. Gmünder, Berlin 1985, ISBN 3-925163-10-3.
- Hubert Fichte. C. H. Beck, München 1980, ISBN 3-406-07882-6.
- Schwarz (d. Fotogr. entstanden in d. Jahren 1972–1976). Fricke, Frankfurt 1977, ISBN 3-88184-013-3.
- Das Basler Fragment einer mitteldeutsch-niederdeutschen Liederhandschrift und sein Spruchdichter-Repertoire. Europäische Hochschulschriften, Peter Lang, Bern/ Frankfurt 1972.